# Yogi's Ark Lark
Yogi's Ark Lark (br: A Arca do Zé Colmeia) é um filme feito para televisão, exibida originalmente pela rede ABC em 1972 como parte do "The ABC Saturday Superstar Movie". Esse telefilme serve de episódio piloto da série de desenho animado A Turma do Zé Colmeia.

## Enredo
Preocupados com o terrível estado do Parque Jellystone, dezenas de animais se reúnem e decidem sair de suas casas e procurar "o lugar perfeito". Para a sua viagem eles constroem uma arca voadora (que se parece com a Arca de Noé com uma hélice na parte superior).

## Personagens
- Formiga Atômica (Atom Ant)
- Bibo Pai e Bob Filho (Augie Doggie and Doggie Daddy)
- Zé Buscapé (The Hillbilly Bears)
- Joca e Dingue-Lingue (Hokey Wolf and Ding-A-Ling)
- Dom Pixote (Huckleberry Hound)
- Turma da Gatolândia (Cattanooga Cats)
- Lippy e Hardy (Lippy the Lion & Hardy Har Har)
- Magilla Gorilla (Maguila,o Gorila
- Peter Potamus
- Plic, Ploc & Chuvisco (Pixie and Dixie and Mr. Jinks)
- Bacamarte & Chumbinho (Punkin' Puss & Mushmouse)
- Pepe Legal (Quick Draw McGraw)
- Jambo e Ruivão (The Ruff & Reddy)
- Corrida Maluca  (Sawtooth)
- Esquilo Sem Grilo (Secret Squirrel)
- O Leão da Montanha (Snagglepuss)
- Olho-Vivo e Faro-Fino (Snooper and Blabber)
- Lula lelé (Squiddly Diddly)
- Manda-Chuva e sua gangue de gatos Bacana, Espeto, Gênio, Chu-Chu e Batatinha. (Top Cat)
- Tartaruga Touché e Dum Dum (Touché Turtle and Dum Dum)
- Wally Gator (O Crocodilo Wally)
- O Patinho Duque (Yakky Doodle)
- Zé Colmeia (Yogi Bear)
- Catatau (Boo Boo Bear)

## Elencos de dublagem

### Nos EUA
- Daws Butler: Zé Colmeia, Bobi Filho, Peter Potamus, Dom Pixote, Pepe Legal, Leão da Montanha, Snooper, Wally Gator, Manda-Chuva
- Henry Corden: Paw Rugg, Motorista do caminhão
- Walker Edmiston: Patinho Duque
- Allan Melvin: Magilla Gorilla
- Don Messick: Catatau, Formiga Atômica, Lula lelé, Tartaruga Touché
- Jean Vander Pyl: Maw Rugg, Mulher
- John Stephenson: Bibo Pai, Hardy
- Lennie Weinrib: Cap'n Noah Smitty

### No Brasil
A dublagem brasileira foi realizada no estúdio Odil Fono Brasil.
- Older Cazarré: Zé Colmeia, Dom Pixote